# Villefranche (Gers)
Villefranche település Franciaországban, Gers megyében. Lakosainak száma 168 fő (2022. január 1.). Villefranche Meilhan, Simorre, Tournan, Molas, Betcave-Aguin és Gaujan községekkel határos.

## Népesség
A település népessége az elmúlt években az alábbi módon változott:
| Lakosok száma | 213  | 154  | 138  | 163  | 164  | 143  | 128  | 125  | 138  | 168  |
|               | 1968 | 1982 | 1999 | 2006 | 2011 | 2015 | 2017 | 2018 | 2020 | 2022 |